# Интензија
Интензија или интенсионал је семантички термин који означава садржај појма, односно скуп замисливих особина предмета или појаве означених појмом. На пример, интензија концепта „Сократ“ укључује сва својства која Сократ поседује: личност, човека, Грка, филозофа, итд. Интензија је супротстављена екстензионалној, односно скупу објеката који се могу назвати датом језичком јединицом.

## Дефиниција
Појам интензије увео је немачки логичар и филозоф Рудолф Карнап да би анализирао значење језичких израза. Метода интензија и екстензија је модификација и даљи развој семантичког концепта немачког математичара и логичара Готлоба Фрегеа.
Концепт интензије је произашао из потребе да се преиспитају традиционалне категорије логике и лингвистике, у смислу антиномије односа именовања. Такве антиномије настају у неким контекстима када се израз замени оним који је идентичан по објективном значењу. На пример, у изреци „Петар верује да је Кабул главни град Пакистана“, тврдња „Кабул је главни град Пакистана“ није [за Петра] дефинитивно лажна, пошто концепт „Кабул“ не означава експлицитно главни град Пакистана. одређену државу (то јест, Петар можда не зна да главни град Пакистана није Кабул). Приликом замене појма „Кабул“ са објективно идентичним „главним градом Авганистана“, настаје тврдња „главни град Авганистана је главни град Пакистана“, која је нетачна и уноси контрадикцију у општу тврдњу.
Интензија појма се утврђује не само кроз супротстављање екстензијалном, као области његовог предметног позивања, већ и кроз супротстављање језичком облику појма. На пример, речи „брат“ и „јединорођени“ (у примеру је очигледна грешка: реч „јединорођени“ значи „једино дете родитеља“ и неспојива је са речју „брат“; брат може бити природан, полукрван, полурођен, полурођен, именован итд.) имају заједничку интензију (имају један скуп замисливих атрибута предмета), али различиту језичку форму. Овде, у супротности са језичком формом, интензија делује као њен означени, сигнификатив.

## Екстензионални и интензионални контексти
Концепти интензије и екстензије леже у основи разликовања тзв. интензивни и екстензионални контексти.
Интензионални контекст је скуп исказа у којима се могу заменити само интензивно еквивалентни изрази (тј. за њега су важне и интензије и екстензије израза). Екстензијски контекст је скуп исказа у којима се могу заменити само екстензивно еквивалентни лингвистички изрази (односно, за њега су важни само екстензионали израза).
На пример, екстензија израза „особа“ је класа људи. Предикати „бити способан за размишљање“ и „имати удове“ биће екстензивно еквивалентни, пошто се оба могу означити термином „особа“. Предикати „биће способно да мисли“ и „биће способно да производи оруђе“ нису само екстензивно, већ и интензивно еквивалентни, пошто се оба могу означити термином „човек“, и оба изражавају својство које формира појам „ човек”.
Разликовање између таквих контекста је важно када се дефинише концепт. На пример, из дефиниције појма „браћа по уму“ као 1) „створења способна да мисле“ 2) „створења која имају удове“ 3) „створења способна да производе оруђе“ – дефиницију 2 треба искључити, јер је није неопходно да браћа Интелектуално могу бити хуманоиди.